# Conferencia de Zimmerwald

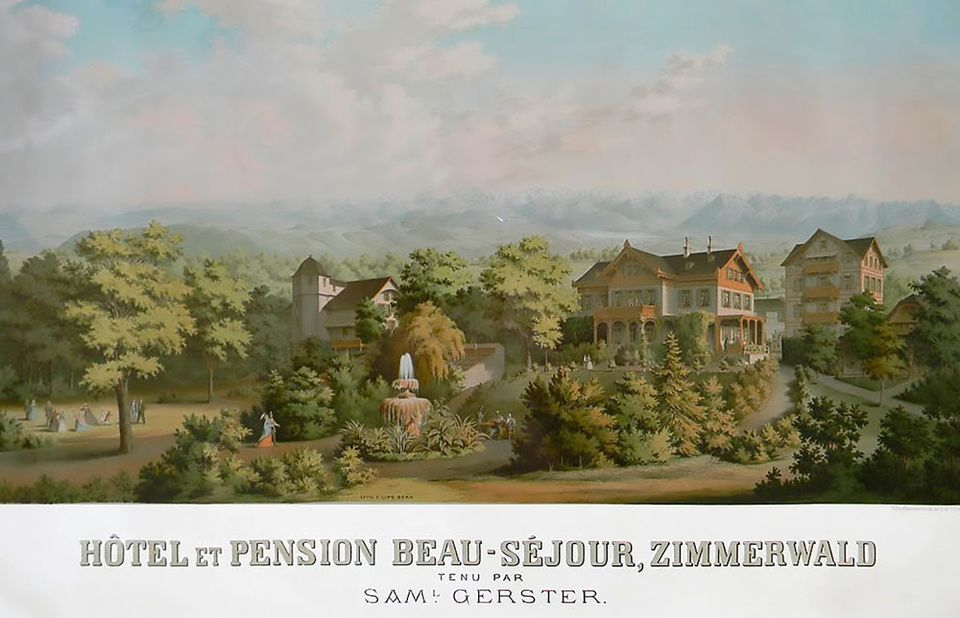
El Hotel Beau Séjour, sede de la Conferencia de Zimmerwald, en 1864.

La Conferencia de Zimmerwald se celebró entre el 5 y el 8 de septiembre de 1915 en Zimmerwald —pueblecito cercano a Berna—, Suiza, donde se reunió la izquierda socialista que se oponía a la Primera Guerra Mundial.

## Asistentes

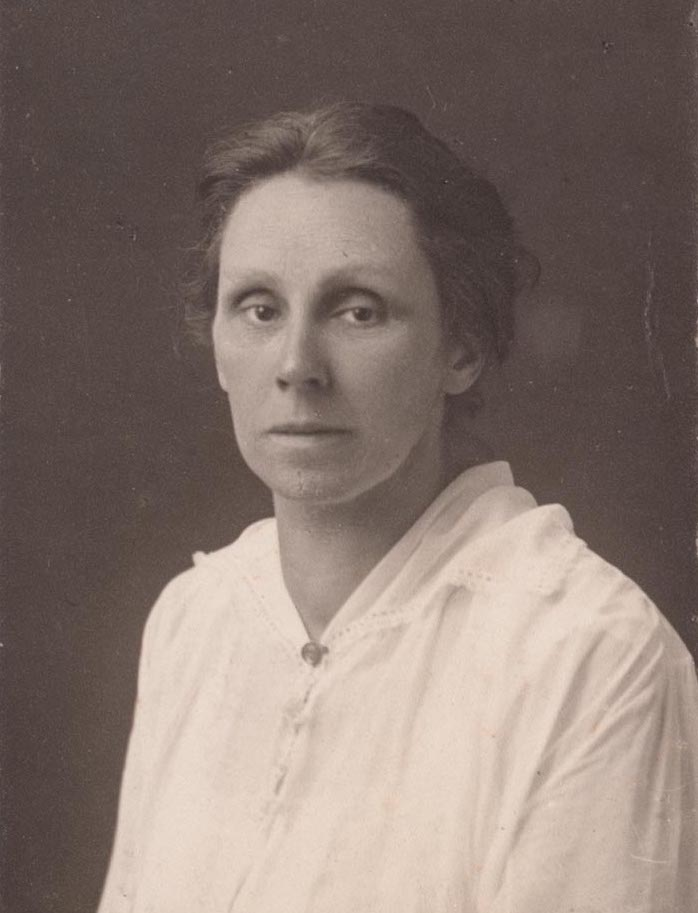
Poetista socialista Henriëtte Roland Holst-van der Schalk.

La conferencia reunió a treinta y ocho delegados socialistas de once países, tanto neutrales como beligerantes. Doce de ellos provenían del Imperio ruso. Entre ellos se encontraban grandes figuras de la izquierda internacional como: Yuli Mártov —que finalmente renunció a favor de Trotski, con el que colaboraba en Nashe Slovo a pesar de sus diferencias— o Pável Axelrod, representantes de los mencheviques, Lenin y Grigori Zinóviev por los bolcheviques, los socialrevolucionarios rusos Víctor Chernov y Mark Natansón, representantes de la socialdemocracia alemana; el holandés Hermann Gorter, que posteriormente sería uno de los mayores exponentes de la ultraizquierda; Christian Rakovsky, quien sería gobernador de Ucrania y enemigo de Stalin; se encontraba también Trotski, encargado de redactar el documento de la conferencia. Y como líder estuvo presente Lenin. La gran ausencia en la conferencia fue la de la mítica Rosa Luxemburgo, quien se hallaba presa en Alemania por oponerse a la guerra. La delegación alemana estaba compuesta por varios diputados socialistas. La francesa, formada por algunos sindicalistas, reflejaba la debilidad de los grupos opuestos a la guerra en el país. Asistieron asimismo socialistas italianos, polacos y suizos.
A pesar de lo reducido de la conferencia, era la primera que tenía lugar desde el comienzo de la Primera Guerra Mundial. La idea de la reunión había partido de los socialistas italianos que, al ver su propuesta rechazada por los dirigentes de la Segunda Internacional, la presentaron a Mártov, Trotski y los socialistas suizos.

## Posturas
La conferencia debatió principalmente la postura de los socialistas frente a la guerra mundial. La Segunda Internacional se había dividido ante la contienda mundial y la mayoría de los socialistas habían respaldado los esfuerzos bélicos de sus países frente a la solidaridad de clase internacional. La postura minoritaria de oposición al conflicto se reunió en Zimmerwald, donde se dividió en dos fracciones:
- La llamada Izquierda de Zimmerwald o «derrotistas», encabezados por Lenin, que consideraban la Internacional acabada y defendían la formación de una nueva organización constituida exclusivamente por los socialistas que se oponían a la guerra y que deseaban convertir la confrontación entre naciones en una lucha civil entre clases.[3][4]
- Los «internacionalistas», mayoritarios en la conferencia, que abogaban por la reconstitución de la Segunda Internacional, que debía ayudar a lograr la paz y mantenerla.[3] La mayoría de los dirigentes socialistas rusos se integraron en esta corriente.[3]

En esta conferencia Lenin mostró su posición frente a la guerra, indicó que esta era una forma de favorecer al imperialismo y propuso como solución a la guerra la revolución. La posición de Lenin, minoritaria, fue rechazada debido al carácter casi pacifista de la izquierda en ese momento.
La Conferencia de Zimmerwald fue el germen de la Revolución de Octubre de 1917 y de la Tercera Internacional.

## Influencias
La conferencia y las posturas que aparecieron en la misma tuvieron influencia en figuras que no asistieron a ella, como los exiliados socialistas rusos en Siberia, donde algunos formaron un grupo habitualmente conocido como "zimmerwaldistas siberianos" por su postura cercana a los internacionalistas de la conferencia. Su principal representante fue el menchevique Irakli Tsereteli.